# Liste der israelischen Botschafter in Osttimor

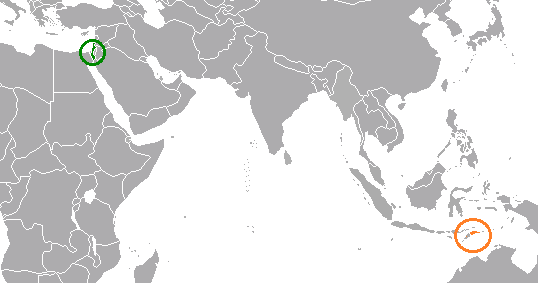
Israel (grün) und Osttimor (orange)

Die Liste führt die Botschafter Israels in Osttimor auf. Der Botschafter hat seinen Sitz in Singapur.

## Geschichtlicher Hintergrund
Israel und Osttimor nahmen diplomatische Beziehungen im August 2002 auf.

## Liste

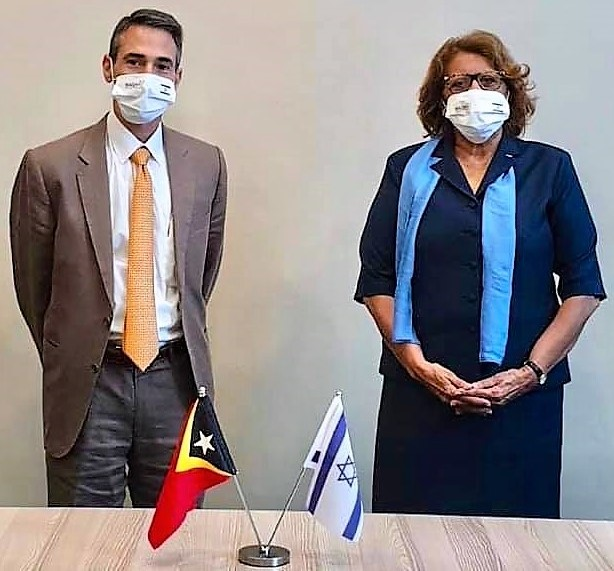
Osttimors und Israels Botschafter in Singapur: Natália Carrascalão und Sagi Karni (2020)

| Name                | Amtszeit  | Bemerkungen                                                                                            |
| ------------------- | --------- | --- |
| Itzhak Shoham       | 2002–2005 | Akkreditierung: 29. August 2002, erster Botschafter Israels für Osttimor                               |
| Ilan Ben-Dov        | 2005–2009 | Akkreditierung in Singapur: 29. August 2005                                                            |
| Amira Arnon         | 2009–2013 | Akkreditierung: Oktober 2009                                                                           |
| Yael Rubinstein     | 2013–2017 | Akkreditierung: September 2013                                                                         |
| Simona Halperin     | 2017–2019 | Dienstantritt in Singapur: Juli 2017; Akkreditierung in Osttimor: 23. Februar 2018                     |
| Sagi Karni          | 2019–2023 | seit 2019 Botschafter in Singapur, Akkreditierung in Osttimor virtuell übergeben am 11. November 2021. |
| Eliyahu Vered Hazan | seit 2025 | Akkreditierung: 19. Februar 2025                                                                       |